# Jubiabá (romance)
Jubiabá é um romance de autoria do escritor brasileiro Jorge Amado, membro da Academia Brasileira de Letras, publicado em 1935, "em que comparecem os elementos que se fazem marcantes ao longo da prosa de ficção amadiana: linguagem de fácil captação, discurso que prende, contradições de uma sociedade desumana, preocupação com os deserdados e excluídos, valorização do viver baiano, do mítico e do imaginário nordestino, do religioso com toda a sua força herdada dos ancestrais, composta de divindades, sons, cores e ritmos.

## Sinopse
Retrata o cotidiano das classes populares na cidade de Salvador, na Bahia, sob a ótica de Antônio Balduíno, menino criado no morro em Salvador, que se converteria em líder grevista. Jubiabá é o nome do pai-de-santo que comanda o morro onde nasceu Balduíno.
A partir de Jubiabá, Jorge Amado trouxe para seus romances a tese comunista do "etapismo", que defendia uma aliança política da esquerda popular com a burguesia. 

## Adaptações
Em 2009, o selo Quadrinhos na Cia publicou o romance gráfico Jubiabá de Jorge Amado, ilustrado por Spacca. O livro ganhou o Troféu HQ Mix em 2010 de "melhor adaptação para os quadrinhos".